# 克丽丝廷·斯特默·斯泰拉
克丽丝廷·斯特默·斯泰拉（挪威語：Kristin Størmer Steira，1981年4月30日—），挪威女子越野滑雪运动员。她曾代表挪威参加2006年、2010年和2014年冬季奥林匹克运动会越野滑雪比赛，获得一枚金牌和一枚铜牌。